# Walaharcageur
Walaharcageur is een bestuurslaag in het regentschap Kuningan van de provincie West-Java, Indonesië. Walaharcageur telt 2206 inwoners (volkstelling 2010).